# Muriel Robb
Pour les articles homonymes, voir Robb.
Muriel Robb (13 mai 1878, Newcastle upon Tyne, Angleterre – 12 février 1907, idem) est une joueuse de tennis britannique du début du XXe.
En 1902, elle s'est imposée en simple dames au tournoi de Wimbledon, battant Charlotte Cooper en finale.

## Palmarès (partiel)

### Titre en simple dames
| No | Date       | Nom et lieu du tournoi       | Catégorie | Surface      | Finaliste        | Score    |  |
| -- | ---------- | ---------------------------- | --------- | ------------ | ---------------- | -------- |  |
| 1  | ??/06/1902 | The Championships, Wimbledon | G. Chelem | Gazon (ext.) | Charlotte Cooper | 7-5, 6-1 |  |

## Parcours en Grand Chelem (partiel)
Si l’expression « Grand Chelem » désigne classiquement les quatre tournois les plus importants de l’histoire du tennis, elle n'est utilisée pour la première fois qu'en 1933, et n'acquiert la plénitude de son sens que peu à peu à partir des années 1950.

### En simple dames
| Année | - | - | Championnat de France | Championnat de France | Wimbledon | Wimbledon        | US National | US National |
| 1902  | - | - | -                     | -                     | Victoire  | Charlotte Cooper | -           | -           |

À droite du résultat, l’ultime adversaire.